# Андропов Володимир Павлович
Володи́мир Па́влович Андро́пов (*1946, Проскурів, УРСР) — народний артист Росії, диригент, художній керівник сценічного оркестру Большого театра.

## Життєпис
Народився в Проскурові в 1946 році.
В 1968 році закінчив оркестровий факультет Львівської державної консерваторії імені Лисенка. В 1968—1971 роках викладав у Білоруській державній консерваторії імені Луначарського. В 1974 закінчив з відзнакою факультет оперно-симфонічного диригування Білоруської консерваторії. В 1974—1976 роках працював диригентом-стажером Державного симфонічного оркестру та диригував в оперній студії при консерваторії.
В 1977 році закінчив аспірантуру Білоруської консерваторії з відзнакою продиригувавши в Мінському державному академічному театрі «Іолантою». В 1976—1978 роках працював музичним редактором кіностудії «Беларусьфільм».
З 1978 у Большому театрі на посаді диригента і художнього курівника сценічного оркестру. Пізніше цей оркестр успішно виступав з самостійними концертами як на сцені театру так і в інших місцях як в Росії так і за її кордонами.
У 2000—2002 році займав посаду художнього керівника оперної трупи Большого театру.
Має великий оперно-балетний репертуар який включає такі твори як «Опричник», «Євгеній Онєгін», «Іоланта» Чайковського, «Русалка» Даргомижського, «Моцарт і Сальєрі», «Царська наречена» Римського-Корсакова, «Борис Годунов» Мусорского, «Прекрасна мельничиха» Паізіело, «Набукко», «Сила долі» Верді, «Тоска» Пуччіні, «Любов до трьох апельсинів» Прокофьєва, балети «Горбоконик» Щедріна, «Чиполліно» Хачатуряна.
В Большому театрі поставив оперу «Прекрасна мельничиха», балети «Беззсоння» Жукова, «Пікова дама» на музику Чайковського і «Пассакалья» на музику фон Веберна.
З 2003 року художній керівник Астраханського державного музичного театру.
У 2001 році нагороджений орденом Дружби.